# アルキメデスのわすれもの
「アルキメデスのわすれもの」は2001年12月14日にCIRCUSから発売されたアダルトゲーム。サーカスアミューズメントディスク第2弾であり、「水夏」の外伝ストーリーおよび、「D.C. 〜ダ・カーポ〜」のプレストーリーのアドベンチャーゲームとアミューズメントデータからなる。

## 水夏0章
『水夏』本編開始前の物語。選択肢によって結末が変化するマルチエンディング。Igul原画、呉一郎シナリオ。後に『水夏A.S+』へも収録された。

### あらすじ
死の病を抱える主人公は医者である父の元で自宅療養を強いられていた。ある日彼は自らの死期を悟り死ぬ前に外をみたいと家を飛び出して、夜の草原で自らを「名無し」と名乗る少女と出会う。

### 登場人物
表記は「人物名：キャスト」（以下同様）。
三柴亮介（みしば りょうすけ）
死の病に冒された主人公。
名無しの少女：歌織
鳥を肩にとまらせ、異国の服を着た赤い瞳の少女。
名無しの鳥：春野日和
少女の肩にいつもとまっている白い鳥。時々名無しの腹話術で喋る。

## 「D.C. 〜ダ・カーポ〜」in 聖夜のアルティメットバトル
『D.C. 〜ダ・カーポ〜』の予告編ストーリー。本編の約2ヶ月ほど前の物語となる。後に、『D.C. 〜ダ・カーポ〜』の感謝パックにも収録された。

### あらすじ
12月25日に私立風見学園で「超クリスマスパーティー」が執り行われ、その中で「ミス風見学園コンテスト」が開催される。

### 登場人物
朝倉純一
主人公
白河ことり：日向裕羅
学園のアイドル
朝倉音夢：鳥居花音
主人公の義理の妹
水越萌：夏野向日葵
天然ボケな先輩
さくらんぼ：北都南
幼い頃に海外へ引っ越してしまった主人公の従姉で元幼馴染
杉並：東慎
クラスメイト。ルックス・学力・運動能力三拍子揃った男子生徒だがオカルトマニアでトラブルをよくおこす。

### スタッフ
- 企画進行：御影
- 原画：七尾奈留、igul
- シナリオ：呉一郎、御影
- プログラム：takanori
- 背景：恋純ほたる
- 音楽：猫野こめっと
- 彩色：宵の明星、のらきち、シンゴ、恋純ほたる